# 포세이돈

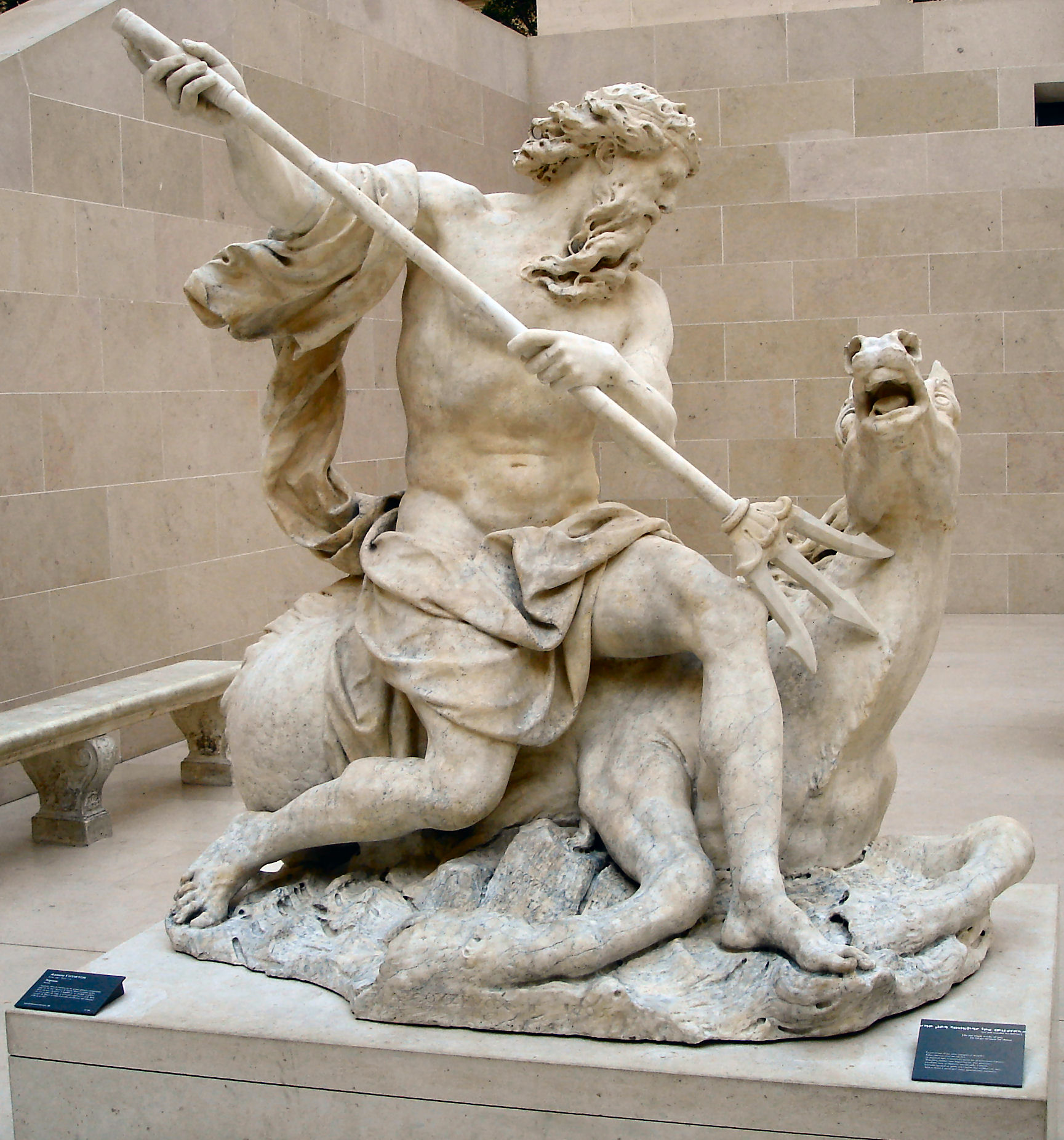
포세이돈

포세이돈(그리스어: Ποσειδών, 영어: Poseidon)은 그리스 신화에 나오는 바다·지진·돌풍의 남신이다. 로마 신화의 넵투누스(라틴어: Neptūnus)에 해당한다. 크로노스와 레아 사이에 태어났으며, 제우스 및 하데스 등과는 형제지간이다. 올림포스의 12신의 첫 번째 세대에 속한다. 돌고래, 물고기, 말, 소가 대표적인 상징물이다.
주로 트리아이나를 들고 물고기나 돌고래 떼와 함께 긴 머리카락과 수염을 날리며 파도를 타는 모습으로 묘사된다. 성미가 급하고 까다로운 성격 때문에 툭하면 다른 신들이나 인간들과 다투었다. 아내는 가이아, 데메테르, 암피트리테이며 자식애가 강해서 영웅들과 갈등이 많은 남신으로 유명하다. 특히, 제우스의 아들과 많은 신경전이 있었다고 한다. 자주 싸우면서 숙부를 언제나 남편으로 삼고 싶었던 전쟁의 여신 아테나의 구애를 받았으나 단칼에 거절하였다. 아내와 자식애가 유독 엄청나게 많은 남신으로 매우 유명하다고 한다.

## 신화

### 탄생
포세이돈의 아버지인 크로노스는 어느 날 불길한 예언을 들었다. 아버지 우라노스처럼 크로노스 자신도 아들에 의해 쫓겨난다는 것이었다. 이 운명을 피하기 위해 크로노스는 아내인 레아에게서 자식들이 태어나자마자 족족 삼켜버렸다. 그중에는 포세이돈도 포함되어 있었다.

### 티탄족과의 싸움
자식을 잃을 때마다 고통스러웠던 그의 어머니 레아는 한 명이라도 구하고자 여섯 번째 아이인 제우스를 출산할 때 돌덩이를 강보에 싸서 남편에게 건넸다. 그리고 진짜 제우스는 아말테이아에게 맡겼다. 그렇게 제우스는 남매 중 유일하게 살아남았다.
제우스는 나중에 장성해서 아버지 크로노스에게 반기를 들었다. 그는 아버지가 삼킨 형제들과 누이들을 되찾고자 메티스로부터 구토제를 구해 어머니 레아에게 건네주었다. 레아에게서 받은 구토제를 마신 크로노스는 예전에 삼긴 모든 자식과 돌을 토해냈다. 헤스티아, 데메테르, 헤라, 하데스, 포세이돈이 그들이었다. 구출된 그들은 제우스와 힘을 합쳐 크로노스를 포함한 티탄 신들과 전쟁을 벌였다. 가이아와 우라노스의 자식들인 퀴클롭스 형제와 헤카톤케이레스 형제의 도움까지 받은 올림포스 신들은 마침내 승리를 거머쥐어 티탄 신들을 대지의 가장 깊은 곳인 타르타로스에 봉인하였다.

### 포세이돈의 여자와 부성애
포세이돈은 자신의 형제인 제우스와 맞먹을 정도로 수많은 여자들과 동침을 하였는데, 아내는 무려 셋을 두었다. 첫 번째 아내는 자신의 할머니인 가이아였고 두 번째 아내는 자신과 똑같은 처지에 있다가 똑같이 티탄족과 싸우면서 그렇게 아내로 취한 데메테르였고 세 번째 아내는 트리톤을 낳은 돌고래자리의 주인인 암피트리테였다. 그 외에도 많은 여자들과 동침을 하여 무시무시한 바다 괴물들을 낳았는데, 포세이돈과 관련하여 유명한 여자들은 아테나의 신전에서 포세이돈과 동침한 메두사에게 저주를 내린 아테나와 아름다웠지만 아테나에 의해서 참혹하게 변한 메두사 등이 있다. 그의 대부분의 자식들이 영웅들의 표적이 되었고 그 영웅들에게 해일과 지진을 일으켜서 못살게 굴었다고 한다. 대표적인 예시로는 오디세우스가 있다. 포세이돈은 아내와 자식애가 누구보다 강한 신으로 묘사되어 있는데 그 까닭이 자녀들이 못생기고 추하다고 질타를 받을까봐 우려를 해서 그런 것이라고 전해진다. 포세이돈은 제우스와 맞먹을정도로 여성에 대한 욕심이 대단한 남성신으로 묘사된다.

#### 부성애

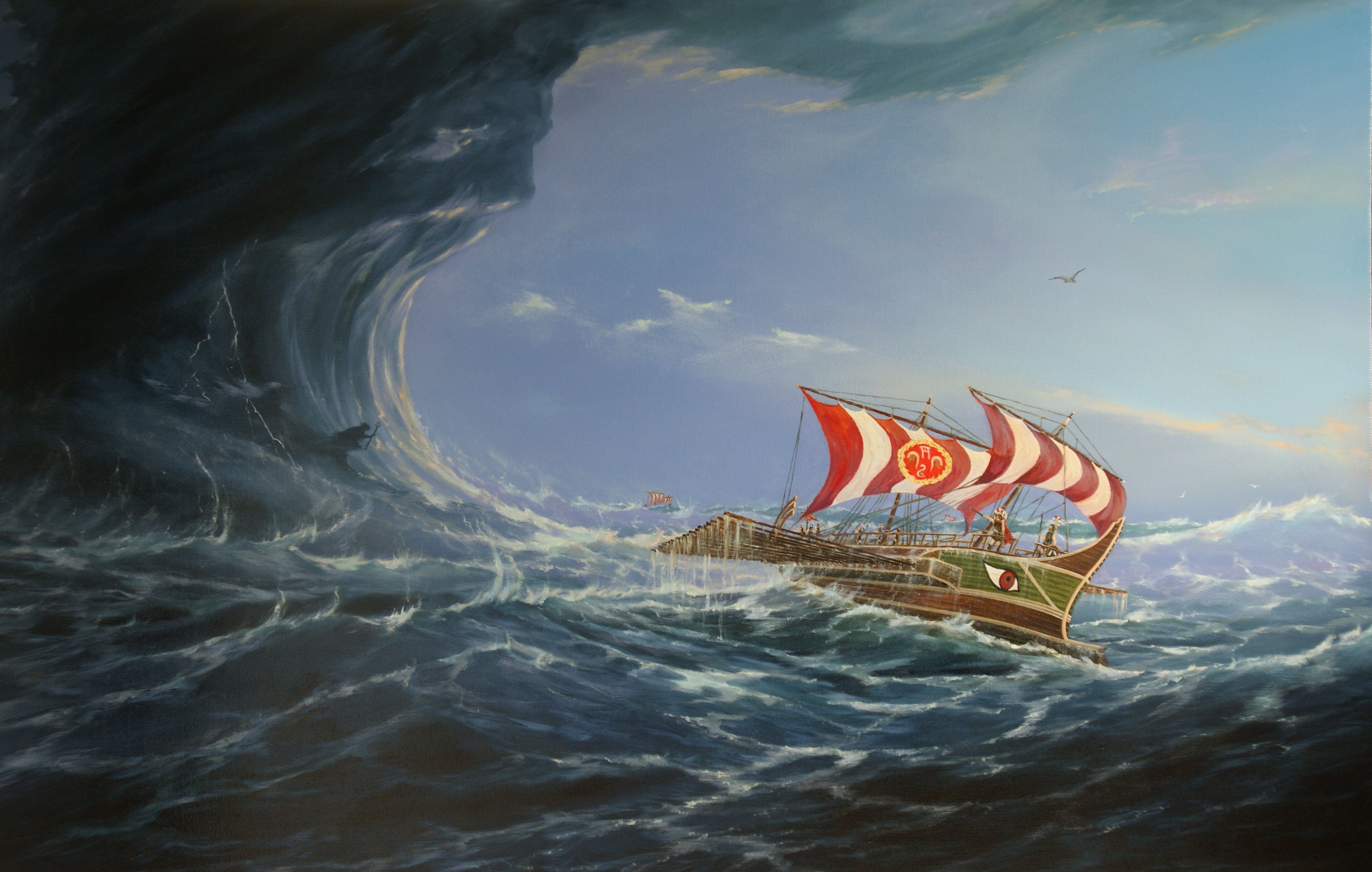
블라디미르 코소프(Vladimir Kosov)의 그림에 나타난 포세이돈의 분노

자식들이 제우스에 비해서 흉측하고 항상 괴물들만 태어나자, 불안해진 포세이돈은 자식을 자신의 손으로 지키고자 결심하였다. 어느 날 유명한 안드로메다 공주의 어머니인 카시오페이아 왕비가 포세이돈의 아내와 자식들이 안드로메다 공주에 비해서 별볼일없다고 세 치 혀를 내밀면서 자신과 딸자랑을 하자 몹시 기분이 나빠진 포세이돈이 그 나라를 쑥대밭으로 만들고 말았다. 그리고, 안드로메다 공주를 끔찍한 바다괴물한테 시집을 보내라고 명령하였다. 결국에 어머니의 어리석음에 딸만 애꿎은 희생을 치르게 되었는데, 메두사를 처리하고 온 페르세우스가 안드로메다 공주를 구해내자, 그녀의 부모를 별자리로 만들었으나 거꾸로 매달아서 형벌을 줬다고 한다. 포세이돈은 페르세우스한테 매우 안 좋은 감정이 있던 건 사실이었다. 그리고 오디세우스의 유명한 일대기로 그가 그 유명한 트로이 전쟁을 무사히 치르고 외딴섬에 쉬러 잠시 배를 섬에 안착시키고 이상한 동굴속에 음식들이 가득한 걸 보고 가져가고자 하였지만 그곳에는 포세이돈의 아들인 폴리페모스가 있었다. 신탁에서 오디세우스가 폴리페모스의 적이 될 암시를 하였고 신탁의 예상대로 폴리페모스의 눈을 멀게하자 엄청나게 분노하여 해일을 일으켜서 오디세우스의 귀환을 아주 심하게 늦추기도 하여서 오디세우스를 지지하던 올림포스 신들한테 있어서는 커다란 장애가 되었던 적이 있었다. 한편, 헤라클레스가 자신의 아들인 안타이오스를 죽이자 제우스와 헤라클레스한테 몹시 안 좋은 감정으로 매우 화를 냈다고 한다. 그리하여 자신한테는 소중한 딸이자 바다의 여신이기도 한 식탐의 여왕인 카리브디스의 목숨을 구제를 해줬던 제우스 못지않은 어쩌면 제우스보다 뛰어난 부성애를 지니고 있었다고 기록에 남겨졌다.

### 아테나와 힘겨루기

#### 아테네시
포세이돈과 아테나는 하나의 도시를 놓고 겨룬 적이 있다. 심판은 그 도시의 주민들이 결정하기로 하고 겨루는 내용은 주민들에게 얼마나 더 필요한 물건을 선물로 주느냐였는데 포세이돈은 말(馬)을 너무나 좋아하는 신답게 여기에서도 말을 꺼냈다. 아테나는 올리브나무를 꺼냈는데 이 도시 사람들은 올리브가 말보다 훨씬 쓸모있다고 판단하여 아테나의 승리로 판정해줬다. 이 도시는 아테나에게 봉헌되었고 도시 이름은 그녀의 이름을 따서 '아테네'라 불리게 되었다.

#### 메두사
포세이돈은 인간인 메두사와 서로 연인이었는데 아테네의 신전까지 메두사를 데리고 가서 사랑을 나눴다. 이에 분노한 아테나는 메두사를 흉칙한 괴물로 만들었다.<ref>포세이돈이 서열상 아테나보다 훨씬 위였으므로 아테나는 포세이돈에게 벌을 줄 수 없었]를 죽여버린다. 이에 대해 포세이돈은 메두사를 그렇게 만들어버린것도 있지만 아테나와 페르세우스한테 심한 악감정이 있었던걸로 보인다.

## 부인 및 연인과 아이들
- 가이아
  - 카리브디스
  - 안타이오스
- 아에트라
  - 테세우스
- 암피트리테
  - 트리톤
- 데메테르
  - 오리온
  - 데스포이나
- 테오파네
  - 황금 양
- 스킬라
- 메두사
  - 크리사오르
  - 페가수스
- 리비에
  - 라미아

## 같이 보기
- 암피트리테
- 데스포이나
- 데메테르
- 에렉테우스
- 그리스 신들의 가계도
- 트리아이나
- 선형문자 B
- https://www.quora.com/What-are-Poseidons-powers